# Come Dio comanda (colonna sonora)
Come Dio Comanda, pubblicato il 12 dicembre 2008, è la colonna sonora dell'omonimo film, diretto da Gabriele Salvatores, a cura della band italiana Mokadelic.

## Il disco
Registrato e mixato presso le Officine Meccaniche di Milano da Taketo Gohara. Masterizzato presso il Nautilus Studio di Milano da Giovanni Versari.

## Tracce
1. ...but I Will Come Back
2. Hanged Country (ramona Superstar)
3. Black Face Sparkling Crown
4. No Monsters
5. Bahati
6. Grace
7. Red July
8. Hanged Country
9. Hopi (way Home)
10. Homeless Landscapes Song
11. Black Face Sparkling Crown (a Nativity Scene)
12. Hopi, but...

## Formazione

### Gruppo
- Alessio Mecozzi - chitarra
- Cristian Marras - basso
- Alberto Broccatelli - batteria
- Maurizio Mazzenga - chitarra
- Luca Novelli - piano, chitarra

### Altri musicisti
- Niccolò Fabi  - pianoforte in "Red July", piano elettrico in "...but I Will Come Back", "Hanged Country (ramona Superstar)" e "Hanged Country"